# Бешко Андрій
Бешко Андрій (р.н. невідомий — 1855) — досить відомий у свій час кобзар із містечка Мени, Сосницького повіту, Чернігівська губ.
Науку кобзарства здобув від Андрія Шута. Потім сам дуже успішно навчав сліпецьку молодь. Мав багато учнів: за свідченням кобзаря П. Братиці — коло 30 осіб. У числі його учнів і Павло Братиця — надалі відомий кобзар Чернігівщини.
Ніяких інших відомостей про кобзаря до нас не дійшли.

## Репертуар
Думи:
- «Про Хмельницького і Барабаша»
- Три брати Озовські
- «Олексій Попович»
- «Козак-нетяга Фесько Ґанджа Андибер»
- «Плач невільників на турецькій каторзі»